# Sigvard Wallenberg
Junior Eivin Sigvard Wallenberg, född 16 november 1928 i Malmö, död 29 augusti 2003, var en svensk underhållare, affärsman och kristen förkunnare.

## Biografi
Sigvard Wallenbergs föräldrar Eyvin och Inez Wallenberg var svenska emigranter i USA. På 1920-talet träffades de i Chicago där de båda fått arbete i samma miljonärsfamilj. Sonen Sigvard föddes i staden Malmö 1928, men mor och son återvände därefter till USA. Sigvard Wallenberg kom att tillbringa sina första fem år i Chicago. Efter skilsmässa flyttade Inez och Sigvard Wallenberg åter till Sverige. I Sverige blev Inez Wallenberg evangelist inom Missionsförbundet. Hon träffade en annan evangelist, Olle Andersson, som blev Sigvard Wallenbergs styvfar.
Under uppväxten i Sverige var Wallenberg inte särskilt intresserad av vare sig kyrkor eller skolgång; han var alldeles för livlig. Han lärde sig spela piano på egen hand och han upptäckte att han hade talanger som underhållare. Som vuxen blev han först känd som entertainer i tjugofem år, fram till 1977, då han blev troende på allvar. Han ägnade sina återstående 25 år till att sprida sin gudstro. Under alla åren bedrev han också såväl affärsverksamhet som hjälpverksamhet av skiftande slag.
Wallenberg dog 2003 och är begravd på Limhamns kyrkogård

### Underhållare
På 1950-talet framträdde Wallenberg i mindre sammanhang som konferencier och komiker. Han berättade roliga historier på olika språk och dialekter och imiterade kända artister som Max Hansen, Louis Armstrong, Bing Crosby och Johnnie Ray. Han ställde upp vid Folkparkernas artistforum i Eskilstuna 1956. Det stora genombrottet kom 1957 i radioprogrammet ”Alla mot alla” med Lennart Hyland som programledare. De kommande åren och hela 1960-talet var han flitigt engagerad som underhållare i folkparker och nöjeslokaler (sommaren 1959 hade han 75 bokade engagemang). Toppen av karriären blev, enligt honom själv, en enmansshow på Berns salonger i Stockholm i december 1959 – januari 1960. Han kallades lekledare, show-man, nöjespappa, rolighetsminister och ”Sveriges största artist” med anspelning på hans längd (190 cm) och vikt (123 kg).
Wallenberg framträdde mest i södra Sverige, ofta på Sommarlust i Kristianstad och Tivoli i Sölvesborg, men också på andra ställen i Sverige och även i Oslo. Formatet påminde om radions och TV:s Karusellen från 1950-talet, alltså med artistframträdanden, tävlingar för publiken och allsång. Han sjöng in en EP-skiva till ackompanjemang av Gunnar Svenssons orkester och engagerades för finsk och brittisk TV.

### Frälst
1977 blev Sigvard Wallenberg omvänd till en medveten kristen tro. Han har i tidningsartiklar och i sin bok Frälsning va' e' de' för nå't? (1979, 4. uppl. 1982, även översatt till danska, norska och grönländska) vittnat om sin omvändelse från ett liv i synd till att i stället sprida Guds evangelium. Han hade alltid varit troende men jakten på världslig uppskattning hade trängt undan allt annat. Hans vitsar på scenen blev allt vulgärare. Han bedrog sin fru och äktenskapet var flera gånger på väg att upplösas. Till slut blev krisen akut och efter en stormig tid beslöt han att börja ett nytt liv. Han var inte längre underhållaren som fick alla att skratta. I stället blev han evangelist på möten i Sverige och utomlands och han kom att arbeta för att lindra barns kroppsliga och själsliga nöd i många länder.

### Affärer, hjälparbete och konflikter
Parallellt med karriärerna som underhållare och som kristen förkunnare var Sigvard Wallenberg affärsman med olika projekt på gång. Hans namn dyker först upp i svenska tidningar i en kort notis 1950 och där kallas han disponent i AB Industrifilm. Redan under tiden som underhållare samlade han in pengar till behövande i Sverige och utomlands. Han var en stridbar person. Både före och efter omvändelsen var han indragen i olika kontroverser.
- Vid folkparksturnén 1959 samlade Wallenberg in pengar till stöd för barn med cerebral pares, CP[8].
- 1960 lämnade en grupp artister under ledning av Sigvard Wallenberg en anmälan till Arbetsmarknadsstyrelsen gällande jäv vid Artist- och musikerförmedlingen i Göteborg. Gruppen protesterade också mot hur oerfarna artister utnyttjades av oseriösa nöjesarrangörer. Wallenbergs strid mot statliga arbetsförmedlare i Göteborg och Malmö pågick mer än ett år, bland annat uppvaktade han socialministern i ärendet. Han blev själv anmäld för missfirmelse av tjänsteman.[15][16][17] Wallenberg var en drivande kraft när ”Estradartisternas förening” bildades 1962. Dess syfte var bland annat att kontrollera privata artistförmedlingar.[18]   När Wallenberg 1962 själv skulle engagera artister till en show i Karlstad blev han anklagad av artisterna för att på falska grunder ha försökt att pruta på deras gage.[19]
- 1965 öppnade Sigvard Wallenberg Restaurang Trekanten i Malmö, en krog tänkt att bli i ”sportstugestil eller rättare något liknande Mövenpick-restaurangerna i Schweiz med öppen spis, där man ska kunna sitta och grilla korv på spett”. Först 1968, efter en segdragen konflikt med myndigheterna, fick han tillstånd att servera starksprit, men bara några månader senare ställde han in betalningarna och sålde etablissemanget.[20][21]
- 1970 fick Sigvard Wallenberg avslag från Veterinärstyrelsen på sin ansökan om att få införa en schimpans från Gambia. Han avsåg att dressera apan och sedan uppträda tillsammans med den.[22]
- 1971 satte Malmö stadsteater upp pjäsen ”... och de satte handklovar på blommorna” av Fernando Arrabal. I pjäsen som skildrade fångarnas liv i spanska fängelser visades en samlagsscen och, enligt Sigvard Wallenberg, ”snedvriden sex”. Han ledde en protestaktion med syfte att stoppa föreställningen, men pjäsen kunde visas utan problem.[23][24][25]
- 1972-1974 skrevs det mycket i svenska tidningar om ett projekt som Wallenberg drivit för att hjälpa fattiga i Gambia. Han hade sedan 1967 samlat in medicinsk utrustning, barnmat, kläder mm i Sverige som sedan sänts till Gambia. När han berättat om sitt arbete i svensk TV 1972 strömmade bidragen in, men samtidigt började tidningar att granska projektet. Aftonbladet, Expressen och FIB-Aktuellt var mycket kritiska och menade att den insamlade materielen var i dåligt skick och inte hjälpte de behövande. De antydde att det främst handlade om PR-jippon. Andra tidningar, främst Göteborgs-Tidningen, tog Wallenberg i försvar. En polisutredning gjordes som friade honom. Pressens opinionsnämnd granskade skriverierna. Man klandrade Aftonbladet och Expressen och uttalade att tidningarna åsidosatt god publicistisk sed. FIB-Aktuellt dömdes i hovrätten att betala skadestånd till Wallenberg och tidningens ansvarige utgivare fick dagsböter.[26][27][28][29][30][31]
- 1977, efter sin väckelse, bildade Sigvard Wallenberg ett bolag tillsammans med medlemmarna i den kristna sånggruppen Samuelsons, ”Christian Production AB”. Bolaget sålde konstnären Leif Tollefsens ”uppståndelsekors/segerkors” i olika modeller till församlingar och privatpersoner. Tollefsen hade skapat korset för den nybyggda Linnékyrkan i Limhamn 1974. Wallenberg kom på idén att omvandla korset till ett halssmycke. En tre år lång rättsprocess följde där Wallenberg hävdade att det var han som hade rättigheterna till korset. Domstolen dömde dock till Tollefsens fördel.[32][33]
- 1983 startade Wallenberg den samnordiska hjälporganisationen Skandinaviska Barnmissionen. Han ledde verksamheten med att hjälpa gatubarn och andra behövande barn, först i Filippinerna, från 1992 i Ukraina och därefter i flera länder i Sydamerika och Afrika. När han pensionerade sig 1996 tog sonen Bo Wallenberg över ledningen för Barnmissionen. För sitt arbete fick Sigvard Wallenberg 1998 ta emot Malmö stads förtjänstmedalj for "en storartad insats att sprida Malmös goda namn och rykte över världen".[34][3][35]